# Sociedade Imperatriz de Desportos
Sociedade Imperatriz de Desportos, in der Regel nur kurz Imperatriz genannt, ist ein Fußballverein aus Imperatriz im brasilianischen Bundesstaat Maranhão.
Aktuell spielt der Verein in der zweiten Liga der Staatsmeisterschaft von Maranhão.

## Erfolge
- Staatsmeisterschaft von Maranhão: 2005, 2015, 2019
- Staatspokal von Maranhão: 1988

## Stadion
Der Verein trägt seine Heimspiele im Estádio Frei Epifânio D'Abadia in Imperatriz. Das Stadion hat ein Fassungsvermögen von 12.500 Personen.

## Trainerchronik
Stand: 20. September 2023
| Trainer            | Nation          | von               | bis                |
| ------------------ | --------------- | ----------------- | ------------------ |
| Vinícius Saldanha  | Brasilien       | 25. März 2015     | 31. Dezember 2015  |
| Marcinho Guerreiro | Brasilien       | 10. Mai 2018      | 3. September 2018  |
| Ruy Scarpino       | Brasilien       | 14. Dezember 2018 | 20. Mai 2019       |
| Paulinho Kobayashi | Brasilien Japan | 28. Mai 2019      | 9. August 2020     |
| Luis dos Reis      | Brasilien       | 11. August 2020   | 5. September 2020  |
| Estevam Soares     | Brasilien       | 9. September 2020 | 9. Oktober 2020    |
| Jairo Nascimento   | Brasilien       | 9. Oktober 2020   | 22. Oktober 2020   |
| Charles Guerreiro  | Brasilien       | 22. Oktober 2020  | 4. Dezember 2020   |
| Jairo Nascimento   | Brasilien       | 4. Dezember 2020  | 25. März 2021      |
| Charles Guerreiro  | Brasilien       | 26. März 2021     | 31. Dezember 2021  |
| Dejair Ferreira    | Brasilien       | 4. Juli 2022      | 23. September 2022 |
| Danilo Brito       | Brasilien       | 9. Dezember 2022  | 31. Januar 2023    |
| Robson Melo        | Brasilien       | 8. September 2023 |                    |